# Kloster Sconamora

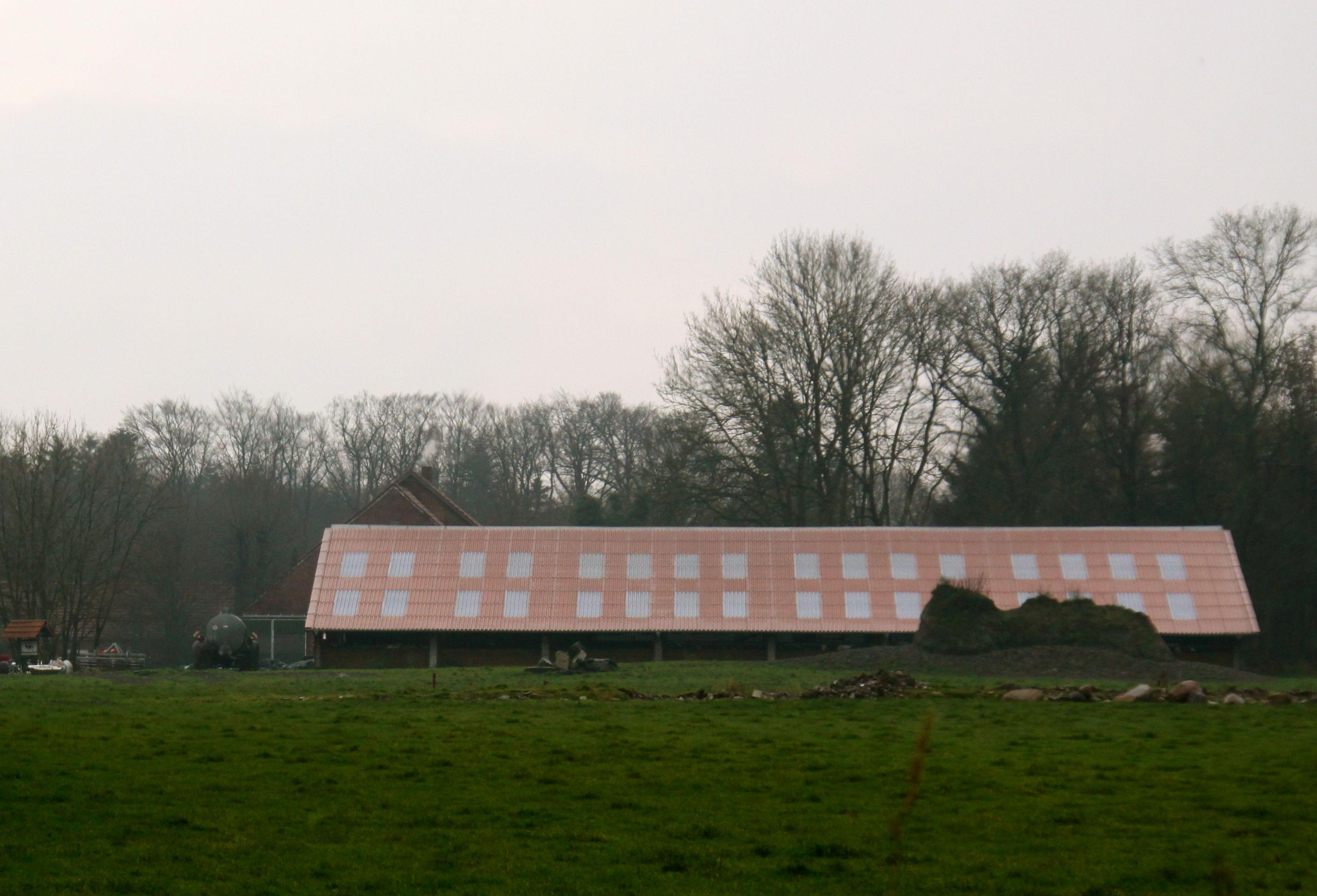
Die Domäne Kloster Schoo im Jahre 2012

Kloster Sconamora war ein möglicherweise der Maria geweihtes Kloster der Prämonstratenser in Kloster Schoo in Ostfriesland.

## Geschichte
Die Prämonstratenser gründeten Sconamora in der Mitte des 13. Jahrhunderts als Tochterkloster von Bloemhof in Wittewierum (östlich von Groningen). Das Kloster lag etwa sechs Kilometer südwestlich von Esens. Dort legten die Prämonstratenser auf einer Geestinsel, die völlig von Mooren umgeben war, ihre ersten Bauten an. Spuren vorheriger Besiedelung ließen sich dort bis dato nicht nachweisen. Möglicherweise entstand es auf altem Besitz der Prämonstratenser und übernahm mit den Ländereien auch die Dienstpflichten der umliegenden Dörfer. In unmittelbarer Nähe befand sich in etwa 1,4 Kilometer Entfernung das von Benediktinern gegründete Oldekloster, das möglicherweise ein Vorgänger des Klosters Marienkamp war.
Große Teile der Geschichte von Sconamora sind unbekannt. Das Archiv und die Bibliothek sind verloren gegangen. In der Klosterchronik von Bloemhof wird es im Zusammenhang mit einer Sturmflut im Jahre 1287 genannt. Drei Jahre später soll Sconamora bei einer Visitation zwanzig Mitglieder gehabt haben. Das ist selbst für die häufig sehr kleinen Abteien in Ostfriesland eine geringe Zahl. 1320 wird Sconamora nochmals als Tochterkloster von Wittewierum genannt. Anfang des 15. Jahrhunderts müssen die Prämonstratenser Sconamora aufgegeben haben. Die Gründe dafür sind wohl in der großen Armut der Niederlassung zu suchen, weshalb es den Ordensleuten nicht mehr gelang, ihre Niederlassung zu halten.
1425 berichtet Arnold Creveld, Prior zu Marienkamp, er habe die verlassene Klosterstätte gekauft. Die Augustiner-Chorherren betrieben es danach als Vorwerk von Marienkamp weiter. Durch die Säkularisation im 16. Jahrhundert im Zusammenhang mit der Einführung der Reformation gelangte es in den Besitz des ostfriesischen Grafen und wurde in eine Domäne umgewandelt, die erst am Anfang des 20. Jahrhunderts privatisiert wurde. Von den Gebäuden ist heute nicht mehr erhalten. Dort besteht heute die Domäne Schoo.
Wie das Kloster einst ausgesehen hat, ist unklar. Ausgrabungen fanden bis dato auf der Wüstung nicht statt. Im Boden sollen in großem Umfang Klosterformatsteine zu finden sein. Die Reste zweier Fischteiche haben sich rund 100 Meter östlich und 150 Meter nördlich des ehemaligen Klosters erhalten. Rund 500 Meter östlich stand das Naturdenkmal Alte Eiche, ein vermutlich zur späteren Domäne gehörender Hudebaum. Im Juni 2019 hielt das Naturdenkmal einem Sommersturm nicht Stand und stürzte um. Sie galt als der „letzte noch lebende Baum des Schooer Holzes, der bereits in Quellen des 16. Jahrhunderts erwähnt wurde“.

## Wirtschaftstätigkeit
Schon bedingt durch seine Größe gehörte Sconamora zu den unbedeutenderen Klöstern Ostfrieslands. Zudem war es durch Moore von den Hauptverkehrsachsen getrennt. Möglicherweise haben die Insassen ein Tief in Richtung Bensersiel angelegt, damit sie das Land vor der Kultivierung entwässern konnten. Weitere Spuren der Wirtschaftstätigkeit sind Überreste zweier Fischteiche, mittelalterlichen Wölbackerm, einem Hudewald sowie einer Ziegelei.
Nach der Umwandlung in ein Vorwerk von Marienkamp muss sich Sconamora gut entwickelt haben. Der Viehbestand hatte eine beachtliche Größe. Während der Sächsischen Fehde raubten gräfliche Truppen im Jahre 1516 insgesamt 180 Tiere.